# 都市快报
《都市快报》是一份中华人民共和国浙江省的一份都市报，于1999年1月1日创刊。目前为杭州日报报业集团旗下报纸，总部位于杭州市体育场路218号。作为一份都市生活类报纸，该报主要擅长报道一些生活化内容，以其大量的贴近生活的信息，而在当地市场后发制人，占据重要位置。目前，该报拥有两家报纸、七个网站和控股参股九家公司，其中包括杭州市最大的网络社区——19楼。
该报虽为全国发行，但主要在浙江全省发行，重点覆盖杭州全市。在杭州的所有报纸中，《都市快报》拥有最多读者、最高阅读率和最高零售量。该报还是世界百大报纸之一，日均发行量达95万份。在全国晚报都市报竞争力排名中，《都市快报》列全国第二位（仅次于《南方都市报》），浙江省内第一位。
该报现有员工260人，其中采编人员188人。零售价为1元人民币（原为0.5元），主要竞争对手是《钱江晚报》。

## 历史概况
《都市快报》于1999年1月1日创刊，为4开（小报）加长版型，是中国大陆第一份采用加长版型的小报。该报创刊以来，先后刊发了一系列大型报道，如“小严浩事件”、“菜青虫事件”的报道，以及《我的卡里突然多了六亿元》、《东西南北中，祖国在心中》等。该报同时开通了浙江省第一条24小时新闻热线“85100000（谐音为‘拨我要五个零’，在2001年杭州市固定电话号码升位前的号码为5100000，谐音为‘我要五个零’）”，其宣称为“浙江媒体第一热线品牌”。
2005年，《都市快报》开始具备独立法人资格。

## 版面与内容
《都市快报》创刊时，日出版面仅16版，逢周六日另出8个版专刊。2003年10月23日扩版，同时创造了浙江常规性版面日出80版的纪录，成为浙江省第一个进入“厚报时代”的报纸，此后日出最高版面达136版。目前《都市快报》为配合新媒体发展及降低因新闻纸涨价而带来的高额印刷成本已全面减版，一般情况下该报周二至周四出24版，周五32版，周末、周一、节假日出16版。
该报重视新闻在报纸中的分量，绝大多数版面以新闻为主。其中头版为当日报纸导读（有时为头条要闻），其余版面包括杭州新闻、浙江新闻、中国新闻、国际新闻、财经新闻、体育新闻和文娱新闻等，也有一些包括房产、汽车、健康、时尚生活等方面的专版。对于宁波、金华等地的读者，该报还在当地开办地方版面，以符合当地读者的需求（目前已取消）。著名栏目包括《请拨“85100000”新闻热线》、《民声快递》、《赵缨为您讨说法》等。
该报在版式编排方面注重运用艺术的设计手段，从内容到样式形成了快捷、实用又富有审美情趣的版面风格。然而其独特的办报风格一直在中国媒体圈倍受争议，支持者认为其贴地气、市民爱看。在中国大陆，亦引来其他媒体模仿其风格。而反对者认为，其有时有刻意迎合低俗之嫌。

## 发行
《都市快报》创刊当日发行量为5万份，创刊当年平均每期零售量达8万份，平均每期发行量（包括报纸零售和订阅在内）达15万份以上，2000年底突破35万份。目前该报日均发行量达95万份。该报还是浙江省第一份从零售打开发行市场的报纸。
该报虽为全国发行，拥有邮发代号，但主要在浙江全省发行，重点覆盖杭州全市。在杭州，《都市快报》拥有最多读者、最高阅读率和最高零售量。目前，该报在杭州、萧山、宁波、余姚、金华、衢州、温州、台州、嘉兴设立印点，确保浙江省内读者及时阅读到当日的报纸。

## 新媒体
《都市快报》早在2007年成立了媒体融合部，由于当时智能手机还未普及，因此媒体融合部的主要职能是负责手机报。在2010年前后，媒体融合部开始经营“都市快报客户端”（现为杭州新闻客户端）。此后，《都市快报》开设官方微博、官方微信，成为第一批入驻微信公众号的媒体之一。
目前，该报通常会将新播发的内容优先发布于新媒体平台，部分内容更是在新媒体平台独家发布。2015年，《都市快报》仅凭微信公众号盈利900万人民币。不仅如此，《都市快报》记者原创的微信稿件，除了日常稿费，如一条稿件阅读量达到十万以上，还会有现金奖励。
此外，该报同时开办了7个网站，分别是19楼空间、都市快报新闻网、快房网、快抱网、大家健康网、快学网、快拍快拍网。

## 事件
2014年5月4日，《都市快报》副总编辑徐行自杀身亡，年仅35岁；有消息透露，徐长期患胃病和忧郁症。徐行毕业于复旦大学新闻系，毕业后一直在《都市快报》工作，曾是该报最年轻的编辑部主任，他生前主管社会经济版面和新媒体。最近一段时间，中国多位媒体人士离奇死亡引起关注。北京一位资深新闻工作者韦先生表示：“中国第一线新闻工作者压力更大，因为耳闻目睹的社会现状，和上级宣传口径之间的巨大差别，特别容易引起记者编辑的心理不平衡，甚至造成心理问题。”